# Metodo di Eulero semi-implicito
In matematica il metodo di Eulero semi-implicito, detto anche Eulero simplettico, Eulero semi-esplicito, Eulero-Cromer, e Newton-Størmer-Verlet (NSV), è una variante del metodo di Eulero usato per risolvere equazioni di Hamilton. È un integratore simplettico, pertanto consente di ottenere risultati migliori rispetto al metodo di Eulero semplice.

## Impostazione del problema
Il metodo può essere applicato ad una coppia di equazioni differenziali nella forma
{\displaystyle {dx \over dt}=f(t,v)}
{\displaystyle {dv \over dt}=g(t,x)}
dove {\displaystyle f} e {\displaystyle g} sono funzioni date e {\displaystyle x} e {\displaystyle v} possono essere vettori o scalari. Le equazioni di Hamilton assumono questa forma se la funzione hamiltoniana ha la forma
{\displaystyle H=T(t,v)+V(t,x)}
Inoltre le condizioni iniziali devono essere note:
{\displaystyle x(t_{0})=x_{0}}
{\displaystyle v(t_{0})=v_{0}}

## Formulazione del metodo
Il metodo produce una soluzione discreta approssimata iterando le seguenti funzioni:
{\displaystyle v_{n+1}=v_{n}+g(t_{n},x_{n})\Delta t}
{\displaystyle x_{n+1}=x_{n}+f(t_{n},v_{n+1})\Delta t}
dove {\displaystyle \Delta t} è l'intervallo di tempo e {\displaystyle t_{n}=t_{0}+n\Delta t} è il tempo dopo {\displaystyle n} iterazioni.
La differenza con il metodo di Eulero classico consiste nel fatto che il metodo semi-implicito usa {\displaystyle v_{n+1}} nell'equazione per {\displaystyle x_{n+1}}, mentre il metodo classico usa {\displaystyle v_{n}}.
Utilizzando il metodo con un intervallo di tempo negativo per calcolare {\displaystyle (x_{n},v_{n})} da {\displaystyle (x_{n+1},v_{n+1})} consente di ottenere la seconda variante del metodo di Eulero semi-implicito:
{\displaystyle x_{n+1}=x_{n}+f(t_{n},v_{n})\Delta t}
{\displaystyle v_{n+1}=v_{n}+g(t_{n},x_{n+1})\Delta t}
la quale presenta simili proprietà.
Il metodo di Eulero semi-implicito, come quello classico, è un integratore del primo ordine: ciò significa che produce un errore dell'ordine di Δt. Tuttavia, a differenza del metodo classico, quello semi-implicito è un integratore simplettico, perciò conserva quasi inalterata l'energia (se la funzione hamiltoniana è indipendente dal tempo), mentre nel metodo classico essa aumenta costantemente.
Alternare le due varianti del metodo semi-implicito conduce, in una forma semplificata, all'integrazione di Størmer-Verlet e in un'altra forma semplificata al metodo del salto della rana, aumentando sia l'ordine dell'errore che quello della conservazione dell'energia.
Il metodo di Eulero semi-implicito rappresenta correttamente il sistema simulato se le radici complesse dell'equazione caratteristica si trovano all'interno di questa circonferenza:
Come si può vedere, il metodo è in grado di simulare correttamente sia sistemi stabili che instabili. Ciò costituisce un vantaggio rispetto al metodo classico e a quello implicito.

## Esempio
Il moto di una molla, seguendo la legge di Hooke, si può rappresentare come:
{\displaystyle {\frac {dx}{dt}}=v(t)}
{\displaystyle {\frac {dv}{dt}}=-{\frac {k}{m}}x=-\omega ^{2}x}
Il metodo di Eulero semi-implicito in questo caso è:
{\displaystyle v_{n+1}=v_{n}-\omega ^{2}x_{n}\Delta t}
{\displaystyle x_{n+1}=x_{n}+v_{n+1}\Delta t}
Sostituendo {\displaystyle v_{n+1}} nella seconda equazione con l'espressione data dalla prima equazione, l'iterazione può essere espressa nella seguente forma matriciale:
{\displaystyle {\begin{bmatrix}x_{n+1}\\v_{n+1}\end{bmatrix}}={\begin{bmatrix}1-\omega ^{2}\Delta t^{2}&\Delta t\\-\omega ^{2}\Delta t&1\end{bmatrix}}{\begin{bmatrix}x_{n}\\v_{n}\end{bmatrix}}}